# Clupeiformes
Ordre
Les Clupéiformes (nom scientifique Clupeiformes) sont un ordre de poissons à nageoires rayonnées (Actinopterygii), caractérisés par une vessie natatoire reliée à leur appareil digestif. Presque tous sont des planctonivores vivant en bancs.
Ce groupe contient notamment les harengs (famille des Clupeidae) et les anchois (famille des Engraulidae).

## Liste des familles
L'ordre comprend environ 405 espèces réparties en dix familles, :
- sous-ordre Denticipitoidei
  - famille Denticipitidae Clausen, 1959
- sous-ordre Clupeoidei
  - famille Engraulidae Gill, 1861
    - sous-famille Coiliinae
    - sous-famille Engraulinae

  - famille Spratelloididae
  - famille Pristigasteridae Bleeker, 1872
    - sous-famille Pristigasterinae
    - sous-famille Pelloninae

  - famille Chirocentridae Bleeker, 1849
  - famille Dussumieriidae Gill, 1861
  - famille Clupeidae Cuvier, 1816
    - sous-famille Clupeinae
    - sous-famille Dorosomatinae
    - sous-famille Pellonulinae

  - famille Ehiravidae
  - famille Spratelloididae
  - famille Alosidae

## Galerie

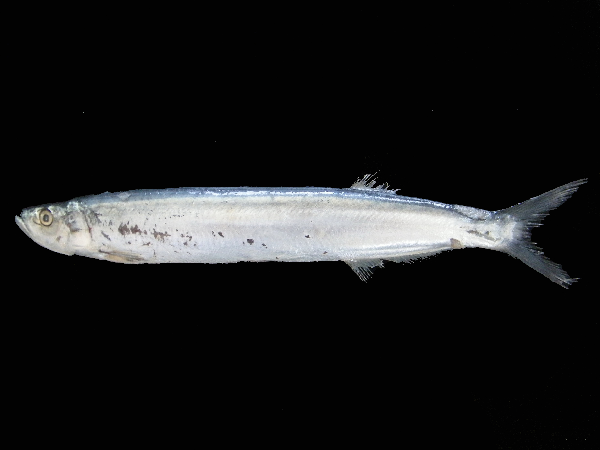
Chirocentrus dorab (Chirocentridae)
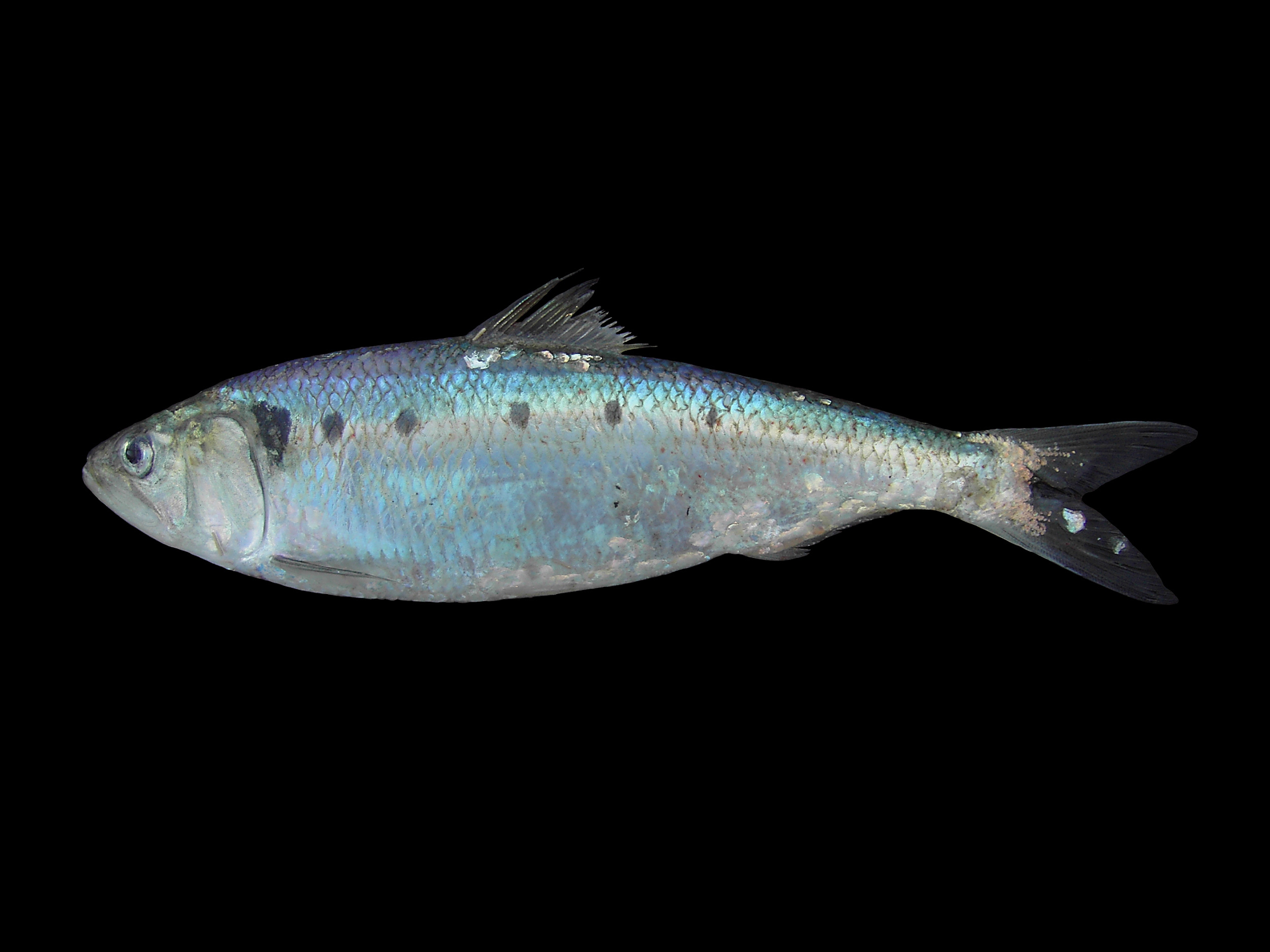
Alosa fallax (Clupeidae)
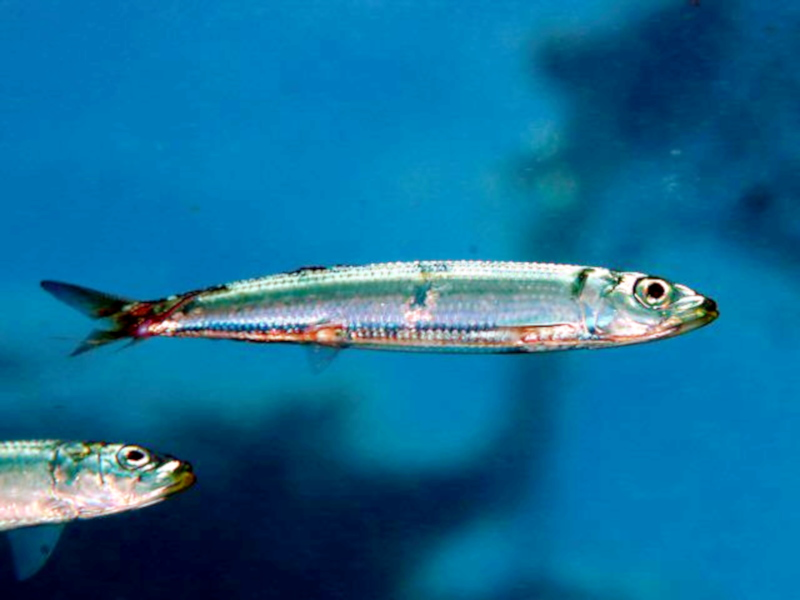
Etrumeus sadina (Dussumieriidae)
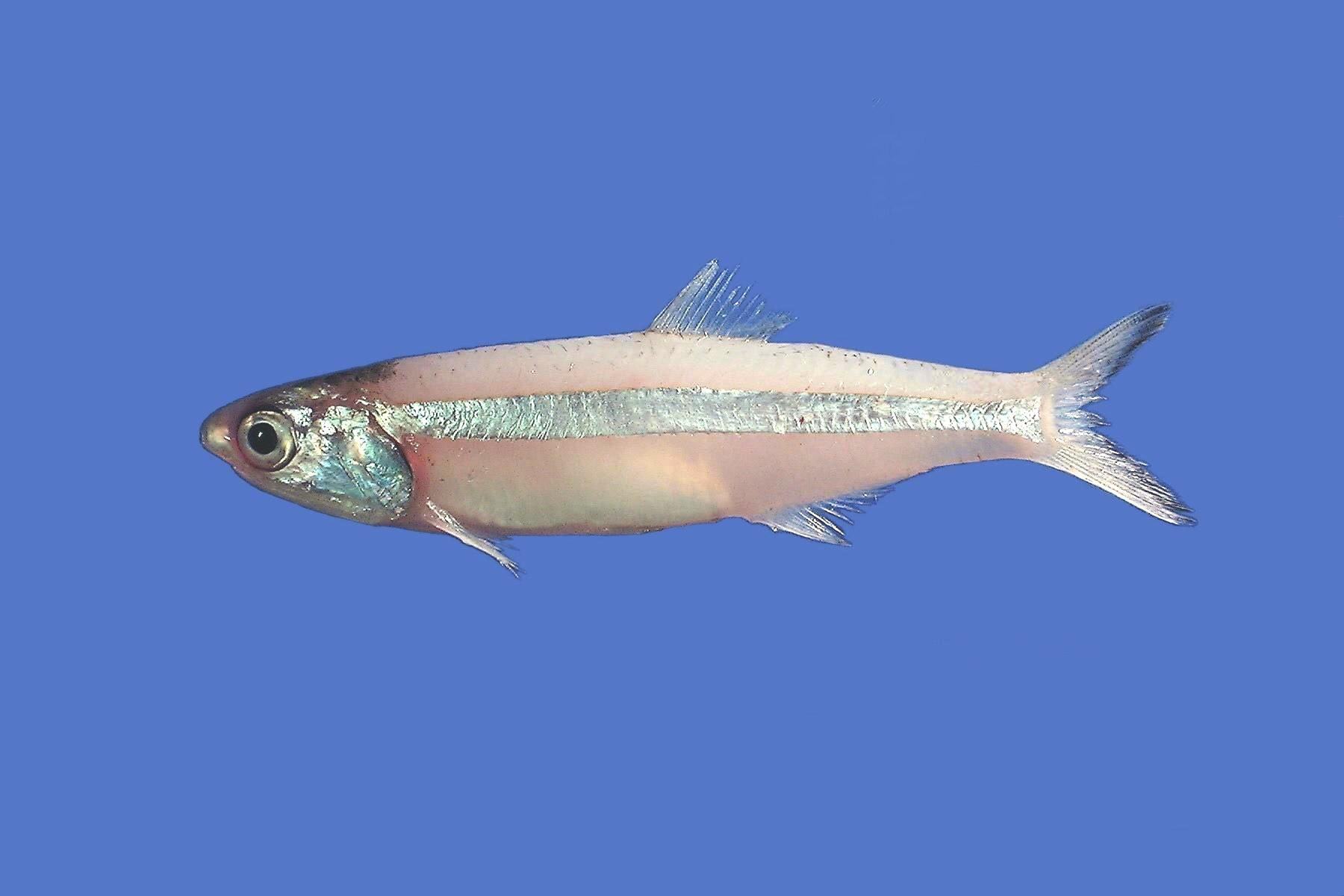
Anchoa hepsetus (Engraulidae)
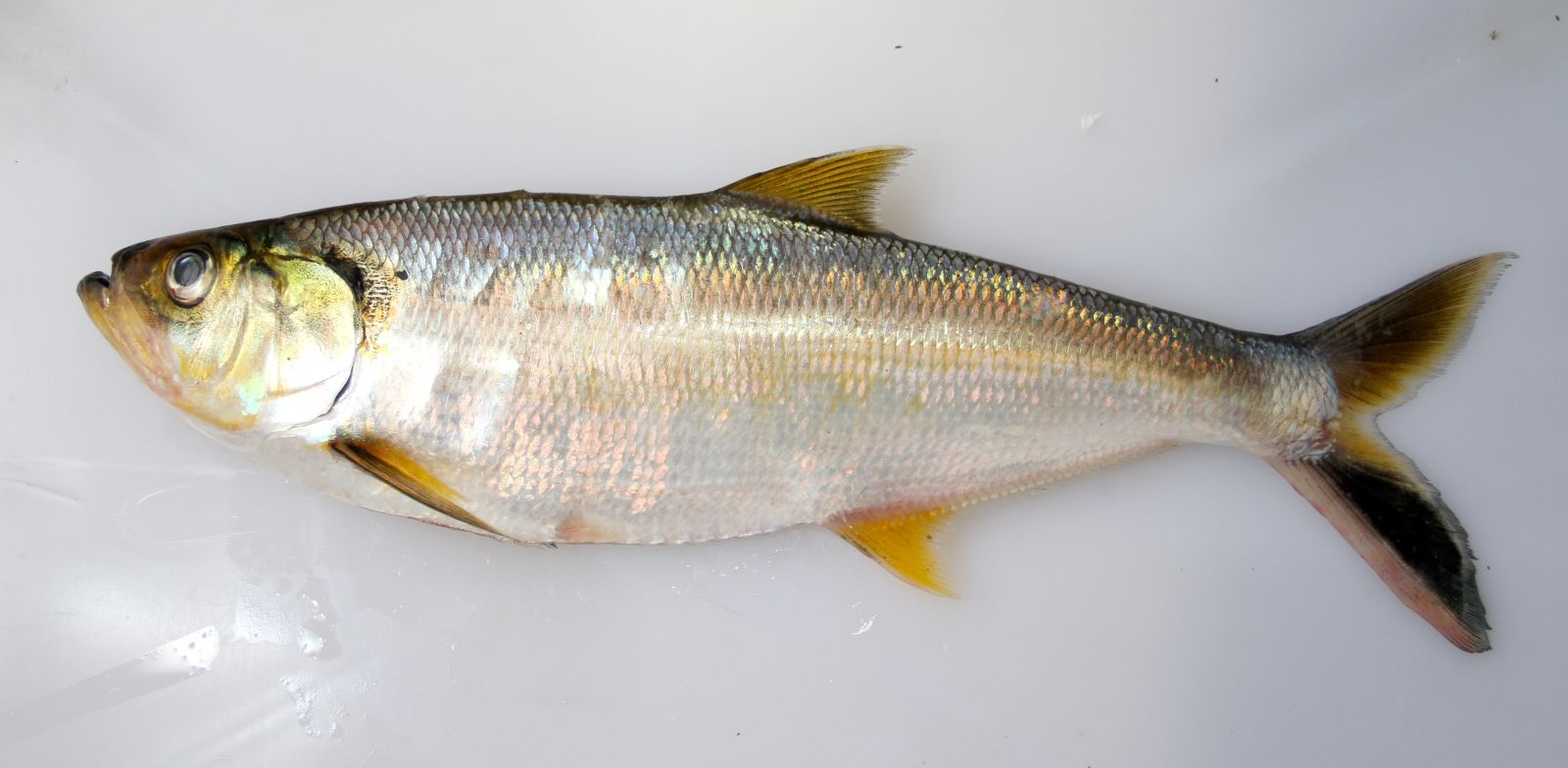
Pellona castelnaeana (Pristigasteridae)
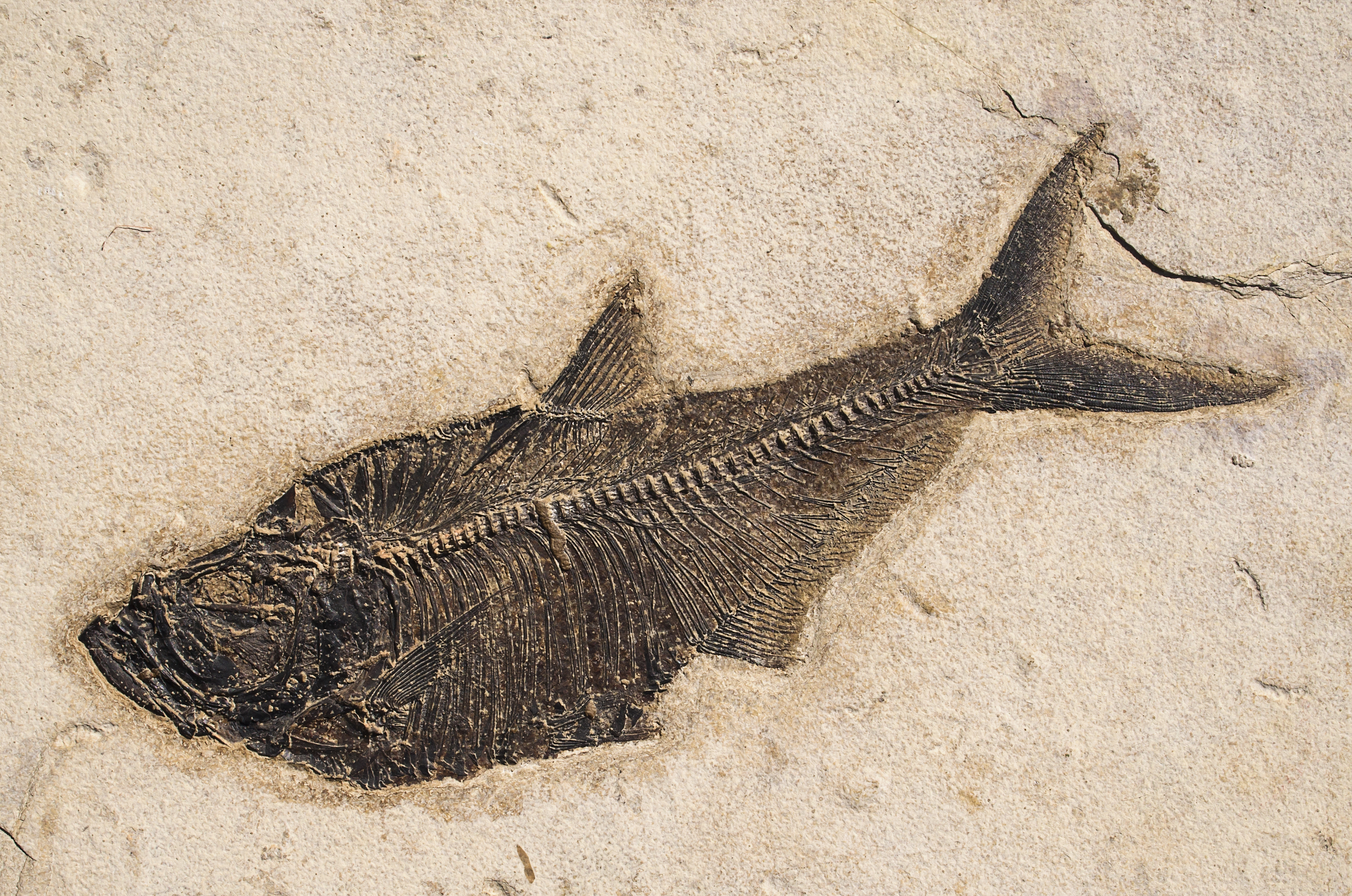
Fossile de Diplomystus dentatus (Ellimmichthyidae)